# Џорџ Бернард Шо
Џорџ Бернард Шо (енгл. George Bernard Shaw; Даблин, 26. јул 1856 — Ајот Сент Лоренц, 2. новембар 1950), био је ирски драмски писац, романсијер, есејиста, новинар, књижевни, позоришни, музички критичар, друштвено ангажовани интелектуалац, човек снажне, издржљиве природе, неуморни радник у својој области којом се бавио, проницљивог, смелог духа, отворен и искрено убеђен у исправност својих ставова, критичан до подсмеха и подсмешљив до цинизма, колико хваљен толико и нападан, увек је био спреман да тражи узроке појава и да о томе излаже - за говорницом или у својим текстовима.

## Биографија
Рођен је у Даблину 26. јула 1856. године. Касније се преселио у Лондон где се школовао на Британском музеју, док је неколико његових новела објављено у малим социјалистичким магазинима.Књижевну каријеру почео писањем романа и позоришних критика, а прославио се многобројним позоришним делима. Добитник Нобелове награде за књижевност 1925. Преминуо је 2. новембра 1950.
Био је вегетаријанац.

## Дела

### Драме
- (1892)
- Оружја и човек - (енгл. Arms and the Man; 1894)
- (1898)
- (1898)
- (1897)
- (1898)
- (1898)
- (1897)
- (1900)
- (1901)
- (1902)
- (1904)
- (1905)
- (1906)
- (1911)
- (1912)
- (1913)
- (1919)
- (1921)
- (1923)
- (1929)

### Романи и колекције есеја
- Commonsense about the War
- The Intelligent Woman's Guide to Socialism and Capitalism
- The Black Girl in Search of God

### Часописи =
- Alexander, Doris M. (април 1959). „Captain Brant and Captain Brassbound: The Origin of an O'Neill Character”. Modern Language Notes. 74 (4): 306—310. JSTOR 3040068. doi:10.2307/3040068.
- Beerbohm, Max (јануар 1962). „Mr Shaw's Profession”. The Shaw Review. 5 (1): 5—9. JSTOR 40681959. (потребна претплата)
- Bosch, Marianne (1984). „Mother, Sister, and Wife in The Millionairess”. Shaw: The Annual of Bernard Shaw Studies. 4: 113—127. JSTOR 40681122. (потребна претплата)
- Broughton, Philip S. (јул 1946). „Book Review: The Crime of Imprisonment”. American Journal of Public Health. 36 (7): 808. PMC 1625829 . doi:10.2105/AJPH.36.7.808-a.
- Crawford, Fred D. (септембар 1975). „Journals to Stella”. The Shaw Review. 18 (3): 93—109. JSTOR 40682408. (потребна претплата)
- Crawford, Fred D. (пролеће 1982). „Bernard Shaw's Theory of Literary Art”. The Journal of General Education. 34 (1): 20.
- Crawford, Fred D. (1988). „The Shaw Diaries”. Shaw: The Annual of Bernard Shaw Studies. 8: 139—143. JSTOR 40681240. (потребна претплата)
- Crawford, Fred D. (1990). „Ways Pleasant and Unpleasant: Collected Letters Four”. Shaw: The Annual of Bernard Shaw Studies. 10: 148—154. JSTOR 40681299. (потребна претплата)
- Dukore, Bernard;  . (1994). „From Symposium: What May Lie Ahead for Shaw After the First Hundred Years?”. Shaw: The Annual of Bernard Shaw Studies. 14: 265—276. JSTOR 40655127. (потребна претплата)
- Gahan, Peter (2010). „Bernard Shaw and the Irish Literary Tradition”. Shaw: The Annual of Bernard Shaw Studies. 30: 1—26. JSTOR 10.5325/shaw.30.1.0001. doi:10.5325/shaw.30.1.0001. (потребна претплата)
- Geduld, H. M. (јануар 1961). „Bernard Shaw and Adolf Hitler”. The Shaw Review. 4 (1): 11—20. JSTOR 40682385. (потребна претплата)
- Hoffsten, Ernest (2. 4. 1904). „The Plays of Bernard Shaw”. The Sewanee Review. 12 (2): 217—222. JSTOR 27530625. (потребна претплата)
- Kent, Brad (јесен 2008). „The Banning of George Bernard Shaw's 'The Adventures of the Black Girl in Her Search for God' and the Decline of the Irish Academy of Letters”. Irish University Review. 38 (2): 274—291. JSTOR 40344299. (потребна претплата)
- Shaw, Bernard; Dougherty, J. B.; Yeats, William Butler; Gregory, A.; Joyce, James (јануар 1955).  Laurence, Dan, ур. „The Blanco Posnet Controversy”. Shaw Society of America Bulletin (7): 1—9. JSTOR 40681313. (потребна претплата)
- Laurence, Dan (1985). „'That Awful Country': Shaw in America”. Shaw: The Annual of Bernard Shaw Studies. 5: 279—297. JSTOR 40681161. (потребна претплата)
- Leary, Daniel J. (новембар 1971). „How Shaw Destroyed his Irish Biographer” (PDF). Columbia Library Columns. 21 (2): 3—11.
- Inc, Time (12. 8. 1946). „All Honor to his Genius; But his Message is Irrelevant to our Problems Today”. Life.
- Merriman, Victor (2010). „Shaw in Contemporary Irish Studies: Passé or Contemptible?”. Shaw. 30: 216—235. JSTOR 10.5325/shaw.30.1.0216. doi:10.5325/shaw.30.1.0216. (потребна претплата)
- Morgan, L. N. (пролеће 1951). „Bernard Shaw the Playwright”. Books Abroad. 25 (2): 100—104. JSTOR 40089890. doi:10.2307/40089890. (потребна претплата)
- Nothorcot, Arthur (јануар 1964). „A Plea for Bernard Shaw”. The Shaw Review. 7 (1): 2—9. JSTOR 40682015. (потребна претплата)
- Pierce, Robert B. (2011). „Bernard Shaw as Shakespeare Critic”. Shaw: The Annual of Bernard Shaw Studies. 31 (1): 118—132. JSTOR 10.5325/shaw.31.1.0118. doi:10.5325/shaw.31.1.0118. (потребна претплата)
- „Religion: Creative Revolutionary”. Time. 4. 12. 1950.
- Rodenbeck, John (мај 1969). „The Irrational Knot: Shaw and The Uses of Ibsen”. The Shaw Review. 12 (2): 66—76. JSTOR 40682171. (потребна претплата)
- Sharp, William (мај 1959). „'Getting Married' New Dramaturgy in Comedy”. Educational Theatre Journal. 11 (2): 103—109. JSTOR 3204732. doi:10.2307/3204732. (потребна претплата)
- Sloan, Gary (јесен 2004). „The Religion of George Bernard Shaw: When is an Atheist?”. American Atheist. Приступљено 18. 2. 2016.
- Wallis, Eric (1991). „The Intelligent Woman's Guide: Some Contemporary Opinions”. Shaw: The Journal of Bernard Shaw Studies. 11: 185—193. JSTOR 40681331.
- Weales, Gerald (јесен 1966). „A Hand at Shaw's Curtain”. The Hudson Review. 19 (3): 518—522. JSTOR 3849269. doi:10.2307/3849269. (потребна претплата)
- Weales, Gerald (мај 1969). „Shaw as Screenwriter”. The Shaw Review. 12 (2): 80—82. JSTOR 40682173. (потребна претплата)
- Weintraub, Stanley (2002). „Shaw's Musician: Edward Elgar”. Shaw: The Annual of Bernard Shaw Studies. 22: 1—88. (потребна претплата)
- Weintraub, Stanley (22. 8. 2011). „GBS and the Despots”. The Times Literary Supplement. Приступљено 4. 2. 2016.
- West, E. J. (октобар 1952). „The Critic as Analyst: Bernard Shaw as Example”. Educational Theatre Journal. 4 (3): 200—205. JSTOR 3203744. doi:10.2307/3203744. (потребна претплата)
- Westrup, Sir Jack (јануар 1966). „Shaw and the Charlatan Genius”. Music & Letters. 47 (1): 57—58. JSTOR 732134. (потребна претплата)

### Новине
- „At the Play: Mr Shaw's Major Barbara”. The Observer. 3. 12. 1905. стр. 5. ProQuest 480484228. (потребна претплата)
- „Avenue Theatre”. The Standard. London. 29. 4. 1894. стр. 2.
- Ervine, St John (23. 10. 1921). „At the Play: Mr Shaw In Despair”. The Observer. стр. 11. ProQuest 480796893. (потребна претплата)
- Ervine, St John (14. 10. 1923). „At the Play: Back To Methuselah”. The Observer. стр. 11. ProQuest 481077190. (потребна претплата)
- „Heartbreak House”. The Times. 19. 10. 1921. стр. 8.
- „Heartbreak House in New York”. The Times. 12. 11. 1920. стр. 11.
- Holroyd, Michael (7. 4. 1992). „Abuse of Shaw's literary legacy”. The Times. стр. 1.
- Holroyd, Michael (13. 7. 2012). „Bernard Shaw and his lethally absurd doctor's dilemma”. The Guardian.
- Janes, Daniel (20. 7. 2012). „The Shavian Moment”. New Statesman.
- Kennedy, Maev (5. 7. 2011). „George Bernard Shaw photographs uncover man behind myth”. The Guardian.
- Lawson, Mark (11. 7. 2012). „Timing is everything: how plays find their moments”. The Guardian.
- „Mr Bernard Shaw's £367,000 Estate”. The Times. 24. 3. 1951. стр. 8.
- „Mr Shaw's Play”. The Times. 15. 10. 1923. стр. 10.
- „Mr Shaw's Saint Joan”. The Times. 29. 12. 1923. стр. 8.
- „Mrs Warren's Profession”. The Times. 29. 9. 1925. стр. 12.
- „Mrs Pat Campbell Here” (PDF). The New York Times. 10. 10. 1914. (потребна претплата)
- Nestruck, J. Kelly (1. 7. 2011). „Was George Bernard Shaw a Monster?”. The Globe and Mail. Niagara-on-the-Lake, Ontario.
- „News Report”. The New York Times. 10. 12. 1933. Приступљено 13. 2. 2016.
- „New Theatre”. The Times. 27. 3. 1924. стр. 12.
- Osborne, John (23. 6. 1977). „Superman? A look lack in anguish”. The Guardian. стр. 12. ProQuest 185903266. (потребна претплата)
- Owen, Richard (14. 6. 2004). „Shaw's secret fair lady revealed at last”. The Times. стр. 3.
- „Playwright, Novelist, Critic ... Snapper? George Bernard Shaw's collection of photos go on show for first time”. The Daily Mail. 8. 9. 2010.
- Rhodes, Crompton (16. 10. 1923). „Back To Methuselah at Birmingham”. The Manchester Guardian. стр. 8. ProQuest 476788917. (потребна претплата)
- „Shaw's Pygmalion Has Come to Town”. The New York Times. 13. 10. 1914. стр. 11. (потребна претплата)
- „Social Conditions in Russia: Recent Visitor's Tribute”. The Manchester Guardian. 2. 3. 1933. Приступљено 4. 2. 2016.
- „The Avenue Theatre: Arms and the Man”. The Observer. 22. 4. 1894. стр. 5. ProQuest 473809555. (потребна претплата)
- „The Doctor's Dilemma: Mr Bernard Shaw's New Play”. The Manchester Guardian. 21. 11. 1906. стр. 7. ProQuest 474608009. (потребна претплата)
- „The Modest Shaw Again”. The New York Times. 23. 11. 1913. стр. X6. (потребна претплата)
- „The Drama”. The Daily News. 1. 4. 1895. стр. 2.
- „Things Theatrical”. The Sporting Times. 19. 5. 1894. стр. 3.
- Tomlinson, Philip (10. 11. 1950). „Bernard Shaw: Obituary”. The Times Literary Supplement. London. стр. 709—710.
- „Too True to be Good – Mr G. B. Shaw's New Play – America Sees it First”. The Manchester Guardian. 2. 3. 1932. стр. 9. ProQuest 478400351. (потребна претплата)
- „Vedrenne-Barker Plays: Famous Partnership Dissolved”. The Observer. 8. 3. 1908. стр. 8. ProQuest 480433630. (потребна претплата)
- „Waftings from the Wings”. Fun. London. 1. 5. 1894. стр. 179.

### Онлајн
- Anderson, Robert. „Shaw, Bernard”. Grove Music Online. Приступљено 1. 1. 2016.
- Diniejko, Andrzej (септембар 2013). „The Fabian Society in Late Victorian Britain”. The Victorian Web. Приступљено 24. 1. 2016.
- Ervine, St John (1959). „Shaw, George Bernard (1856–1950)”. Dictionary of National Biography Archive. doi:10.1093/odnb/9780192683120.013.36047. (subscription or UK public library membership required)
- „Fabian Tracts: 1884–1901”. LSE Digital Library. Приступљено 24. 1. 2016.
- Grene, Nicholas (2003). „Shaw, George Bernard”. Oxford Encyclopedia of Theatre and Performance. ISBN 9780198601746. doi:10.1093/acref/9780198601746.001.0001.
- Shaw, Bernard. Love Among the Artists. H.S. Stone and Company. OCLC 489748. Непознати параметар |DUPLICATE_ref= игнорисан (помоћ)
- „The Nobel Prize in Literature 1925”. Nobelprize.org. Nobel Media AB. 2014. Приступљено 27. 7. 2014.
- Pharand, Michael (2015). „A Chronology of Works By and About Bernard Shaw” (PDF). Bernard Shaw. Shaw Society. Архивирано из оригинала (PDF) 21. 01. 2016. г. Приступљено 13. 2. 2016.
- „The 79th Academy Awards: 2007”. Academy of Motion Picture Arts and Sciences. 7. 10. 2014. Приступљено 3. 2. 2016.
- Weintraub, Stanley. „Shaw, George Bernard (1856–1950)”. Oxford Dictionary of National Biography (online изд.). Oxford University Press. doi:10.1093/ref:odnb/36047. (Subscription or UK public library membership required.)
- Weintraub, Stanley. „Shaw Societies: Once and Now”. The Shaw Society. Архивирано из оригинала 21. 12. 2016. г. Приступљено 18. 2. 2016.